# Rose Grane
Rose Cremer dite Rose Grane, née  le 14 janvier 1889 à Liancourt, dans l'Oise et morte le 2 juillet 1931  à Tlemcen en Algérie, est  une actrice française de théâtre et de cinéma de la période du muet.

## Biographie
Fille de Louis Victor Crémer, cordonnier, et de Marie-Louise Cosmann, ménagère, Rose Crémer naît rue Roger-Duplessis à Liancourt le 14 janvier 1889.
 
Rose Grane épouse en juin 1910 l'acteur Harry Baur avec qui elle demeure 16, rue du Colisée, avec lequel elle aura trois enfants. Elle meurt à 42 ans à l'hôpital de Tlemcen des suites d'une fièvre thyphoïde contractée à Fez au Maroc où elle avait accompagné son mari à l'occasion du tournage des Cinq gentlemen maudits de Julien Duvivier. Elle sera inhumée au cimetière chrétien de Tlemcen.

## Filmographie
- 1909 : J'épouserai ma cousine (réalisateur anonyme : Maurice de Marsan ?)
- 1910 : Le Messager de Notre-Dame, de Michel Carré
- 1911 : Rigadin fait de la contrebande, de Georges Monca
- 1911 : La Note de la blanchisseuse / Frisette, blanchisseuse de fin, de Georges Denola
- 1911 : La Fille du clown, de Georges Denola

## Théâtre
- 1913 : La Main mystérieuse de Fred Amy et Jean Marsèle, Théâtre de l'Athénée
- 1930 : Miss France de Georges Berr et Louis Verneuil, Théâtre Édouard VII